# Facundo Cabral
Facundo Cabral (Balcarce, 22 de maio de 1937 - Cidade da Guatemala, 9 de julho de 2011,) foi um compositor, cantor e escritor argentino.
Em tenra idade, seu pai deixou a casa, ficando a mãe com sete filhos, que emigraram para Tierra del Fuego no sul da Argentina.
Cabral teve uma infância dura e desprotegida, tornando-se um marginal, a ponto de ser internado em um reformatório. Em pouco tempo conseguiu escapar e, segundo conta, encontrou Deus nas palavras de Simeão, um velho vagabundo
Em 1970, ele gravou "No Soy De Aquí, Ni Soy De Allá" e seu nome fica conhecido em todo o mundo, gravando em nove idiomas e com cantores da estatura de Julio Iglesias, Pedro Vargas e Neil Diamond, entre outros.
Influenciado, no lado espiritual, por Jesus, Gandhi e Madre Teresa de Calcutá, na literatura por Borges e Walt Whitman, sua vida toma um rumo espiritual de observação constante de tudo o que acontece ao seu redor, não se conformando com o que vê. Durante sua carreira como um cantor de Música Popular toma o caminho da crítica social, sem abandonar o seu habitual senso de humor.
Como um autor literário, foi convidado para a Feira Internacional do Livro, em Miami, onde conversou sobre seus livros, entre eles: “Conversaciones con Facundo Cabral”, “Mi Abuela y yo”, “Salmos”, “Borges y yo”, “Ayer soñé que podía y hoy puedo”, y el “Cuaderno de Facundo”.
Em reconhecimento do seu constante apelo à paz e amor, em 1996, a Organização das Nações Unidas para a Educação, Ciência e Cultura (UNESCO) o declarou "Mensageiro mundial da Paz”.
Morreu assassinado na Cidade da Guatemala quando se dirigia para o aeroporto, depois de um concerto. Por volta das 5h45m, Cabral, o seu representante e o seu empresário receberam múltiplos disparos, sendo vítimas de um confuso atentado perpetrado por vários bandidos armados com fuzis de assalto

## Discografia
- Gracias a la vida
- Facundo Cabral 2
- Sentires
- Reflexiones
- La puerta abierta (com Alberto Cortez)
- Este es un nuevo dia
- Recuerdos de oro
- Lo Cortez no quita lo Cabral (com Alberto Cortez)
- El oficio de cantor
- Secreto
- Época de oro (RCA Victor/Sony-BMG Music)
- Cortezías y Cabralidades
- El Carnaval Del Mundo
- Mi Vida con Waldo de los Ríos
- Pateando Tachos
- Entre Dios y El Diablo
- Ferrocabral (1984, Universal Music)
- El Mundo Estaba Tranquilo Cuando Yo Nací
- No estas deprimido, estás distraído (2005, Audiolivro)
- Cantar sólo cantar / Cabral sólo Cabral 1 (2006)
- Cantar sólo cantar / Cabral sólo Cabral 2 (2006)
- El Mundo estaba bastante tranquilo cuando yo nací
- Cabralgando
- Hombre de siempre…
- Mi Vida
- Con Waldo de los Ríos
- Pateando tachos
- Entre Dios y el Diablo

## Obra literária
- Paraíso a la deriva
- Conversaciones con Facundo Cabral
- Mi Abuela y yo
- Salmos
- Borges y yo
- Ayer soñé que podía y hoy puedo
- Cuaderno de Facundo